# Rio Aracoiaba
O rio Aracoiaba é um rio brasileiro localizado no maciço de Baturité, estado do Ceará. 
Suas fontes localizam-se nos municípios de Aracoiaba (riachos da Carnaua e Oiticica), Baturité (rio Putiú e riachos Supriano e Mucunã), Guaramiranga (riacho Sinimbu), Mulungu (riacho Santa Clara), Pacoti (riacho Pilar) e Redenção (riachos Corrente, Salgado e do Susto). 
O Aracoiaba deságua no rio Choró, no município de Aracoiaba. Na cidade de Baturité ele recebe a águas do rio Putiú, seu principal afluente. Durante o percurso, suas águas são barradas por dois açudes: Tijuquinha e Aracoiaba.